# Oribatula arboricola
Oribatula arboricola är en kvalsterart som beskrevs av Sandór Mahunka och Luise Mahunka-Papp 1999. Oribatula arboricola ingår i släktet Oribatula och familjen Oribatulidae. Inga underarter finns listade i Catalogue of Life.